# 斗六交流道
斗六交流道為臺灣國道三號的交流道，位於臺灣雲林縣斗六市與林內鄉交界，指標為260k。
|      | 260 斗六 |              | 林內 斗六 |
| 南下 | 260 斗六 | 斗六產業園區 |           |
| 北上 | 260 斗六 | 二水 田中    |           |

## 外部連結
- 國道三號斗六交流道示意圖 （页面存档备份，存于）（交通部高速公路局）